# Anne-Marie Kantengwa
Anne-Marie Kantengwa, née en 1953à Jabana, près de Kigali, au Rwanda, est une femme d'affaires et ancienne députée du Front patriotique rwandais (FPR) au Parlement du Rwanda.

## Biographie
Anne Marie Kantengwa est une survivante du génocide des Tutsis au Rwanda en 1994. Elle a perdu ses parents, son mari, ses proches et ses enfants.